# 山东大学软件园校区
山东大学软件园校区，原称山东大学齐鲁软件学院，是由山东大学与济南高新技术开发区合作于2001年7月2日创建，是山东大学的校区之一，位于济南市东部开发区。
校区有山东大学计算机科学与技术学院、山东大学软件学院、山东大学微电子学院以及山东大学中国加拿大高等教育基础部。